# Campeonato Regional de Setúbal
O Campeonato Regional de Setúbal foi uma competição de futebol portuguesa organizada pela Associação de Futebol de Setúbal. Era a competição que elegia oficialmente o campeão de futebol do Distrito de Setúbal, a primeira edição foi na época de 1927–28 e a última na época de 1946–47. O maior vencedor é o Vitória FC com 13 títulos, seguido do FC Barreirense com 6 títulos e o Unidos do Barreiro com 1 título.

## Vencedores

### Por época
| Época   | Vencedor           |
| ------- | ------------------ |
| 1946–47 | Vitória FC         |
| 1945–46 | Vitória FC         |
| 1944–45 | Vitória FC         |
| 1943–44 | Vitória FC         |
| 1942–43 | Unidos do Barreiro |
| 1941–42 | FC Barreirense     |
| 1940–41 | FC Barreirense     |
| 1939–40 | FC Barreirense     |
| 1938–39 | FC Barreirense     |
| 1937–38 | FC Barreirense     |
| 1936–37 | Vitória FC         |
| 1935–36 | Vitória FC         |
| 1934–35 | Vitória FC         |
| 1933–34 | Vitória FC         |
| 1932–33 | Vitória FC         |
| 1931–32 | Vitória FC         |
| 1930–31 | Vitória FC         |
| 1929–30 | FC Barreirense     |
| 1928–29 | Vitória FC         |
| 1927–28 | Vitória FC         |

### Por clube
| Clube              | Venceu | Época(s) |
| ------------------ | ------ | --- |
| Vitória FC         | 13     | 1927–28, 1928–29, 1930–31, 1931–32, 1932–33, 1933–34, 1934–35, 1935–36, 1936–37, 1943–44, 1944–45, 1945–46 e 1946–47 |
| FC Barreirense     | 6      | 1929–30, 1937–38, 1938–39, 1939–40, 1940–41 e 1941–42                                                                |
| Unidos do Barreiro | 1      | 1942–43 |

Ref.: